# European Film Awards per il miglior film giovane
L'European Film Awards per il miglior film giovane venne assegnato fino al 1996 al miglior film giovane dell'anno dalla European Film Academy.

## Vincitori e candidati
L'elenco mostra il vincitore di ogni anno, seguito dai film che hanno ricevuto una candidatura. Per ogni film viene indicato il titolo italiano e titolo originale tra parentesi, regista e nazione.

### 1980
- 1988
  - Donne sull'orlo di una crisi di nervi (Mujeres al borde de un ataque de nervios), regia di Pedro Almodóvar ( Spagna)
  - I giorni dell'eclisse (Dni zatmeniya), regia di Aleksandr Sokurov ( Unione Sovietica)
  - Domani accadrà, regia di Daniele Luchetti ( Italia)
  - Kárhozat, regia di Béla Tarr ( Ungheria)
  - L'arciere di ghiaccio (Ofelas), regia di Nils Gaup ( Norvegia)
  - Reefer and the Model, regia di Joe Comerford ( Irlanda)
  - Stormy Monday - Lunedì di tempesta (Stormy Monday), regia di Mike Figgis ( Regno Unito)

- 1989
  - 300 mil do nieba, regia di Maciej Dejczer ( Polonia)
  - Sis, regia di Zülfü Livaneli ( Turchia)
  - Kuduz, regia di Ademir Kenović ( Jugoslavia)
  - Il mio piede sinistro (My Left Foot: The Story of Christy Brown), regia di Jim Sheridan ( Regno Unito)/( Irlanda)
  - Nuovo cinema Paradiso, regia di Giuseppe Tornatore ( Italia)
  - Scandal - Il caso Profumo (Scandal), regia di Michael Caton-Jones ( Regno Unito)
  - Wallers letzter Gang, regia di Christian Wagner ( Germania)

### 1990
- 1990
  - Enrico V (Henry V), regia di Kenneth Branagh ( Regno Unito)
  - La bianca colomba (La blanca Paloma), regia di Juan Miñón ( Spagna)
  - Turné, regia di Gabriele Salvatores ( Italia)
  - Un mondo senza pietà (Un monde sans pitié), regia di Eric Rochant  ( Francia)
  - Sta' fermo, muori e resuscita (Zamri, oumri, vokresni), regia di Vitali Kanevski ( Unione Sovietica)

- 1991
  - Toto le Héros, regia di Jaco van Dormael ( Belgio)
  - Delicatessen, regia di Marc Caro e Jean-Pierre Jeunet ( Francia)
  - Ultrà, regia di Ricky Tognazzi ( Italia)

- 1992
  - De Noorderlingen, regia di Alex van Warmerdam ( Paesi Bassi)
  - Nord, regia di Xavier Beauvois ( Francia)
  - Tre giorni (Trys dienos), regia di Šarūnas Bartas ( Lituania)

- 1993
  - Orlando, regia di Sally Potter ( Regno Unito)
  - Il cameraman e l'assassino (C'est arrivé près de chez vous), regia di Rémy Belvaux, André Bonzel e Benoît Poelvoorde ( Belgio)
  - Le petite amie d'Antonio, regia di Manuel Poirier ( Francia)

- 1994
  - Le fils du requin, regia di Agnès Merlet ( Francia)
  - Woyzeck, regia di János Szász ( Ungheria)
  - Pari e patta (Koš ba koš), regia di Bahtiër Hudojnazarov ( Russia)

- 1995
  - L'odio (La haine), regia di Mathieu Kassovitz ( Francia)
  - Butterfly Kiss, regia di Michael Winterbottom ( Regno Unito)
  - Der Totmacher - La belva ferita (Der Totmacher), regia di Romuald Karmakar ( Germania)

- 1996
  - Una scelta d'amore (Some Mother's Son), regia di Terry George ( Regno Unito)
  - Beautiful Thing, regia di Hettie Macdonald ( Regno Unito)
  - Lea, regia di Ivan Fíla ( Rep. Ceca)